# Bloomin'!
「Bloomin'!」（ブルーミン）は、川瀬智子の「Tommy february6」名義の3枚目のシングル。

## 解説
- 2002年1月17日に、デフスターレコーズよりリリースされた。
- 資生堂「ピエヌ」の2002年春のテーマソング。
- この曲のCM宣伝では、上記のタイアップCMのパロディとなっている。
- TV出演する際、Tommy本人がオーディションを行い、選ばれた4人からなるチアダンスチーム「Tommy ☆ angels」を結成。メンバーは、北林明日香、あい、まいか、さおり。

## 収録曲
1. Bloomin'!
（作詞：Tommy february6／作曲・編曲：MALIBU CONVERTIBLE）
2. Bloomin'! (ONGAKU MIX)
3. Bloomin'! (Original Instrumental)

## 収録アルバム
- 『Tommy february6』（#1）（2002年2月6日）
- 『Strawberry Cream Soda Pop “Daydream”』（#1）（2009年2月25日）